# Taïg Khris
Taïg Khris, né le 27 juillet 1975 à Alger, est un athlète et entrepreneur gréco-algérien, triple champion du monde de roller sur rampe et vainqueur des X Games, des Gravity Games et du tournoi ASA. Il possède des records du monde dans le domaine du saut en roller.
Parallèlement à sa carrière de sportif, Taïg Khris est animateur de télévision, consultant dans les médias et entrepreneur. Il a fondé en janvier 2014 une société de télécommunications appelée OnOff Telecom dont il est le PDG.

## Biographie

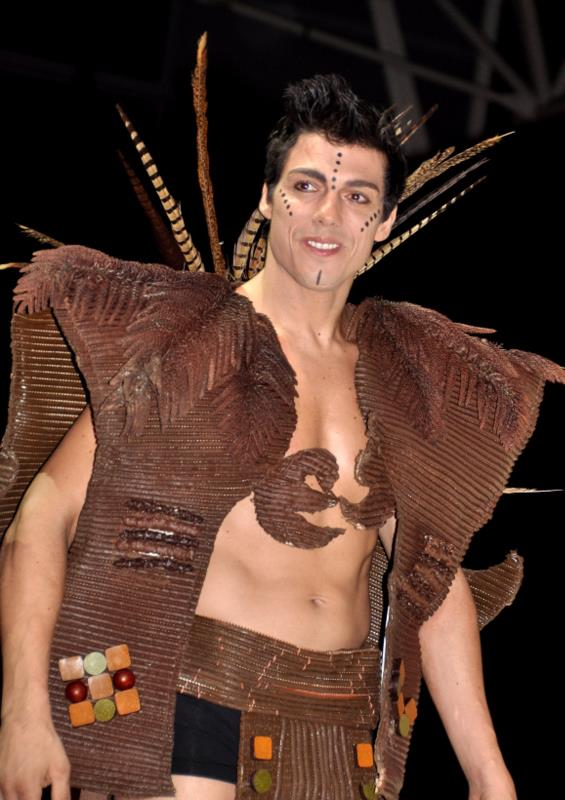
Taïg Khris en 2012, lors du défilé de mode du Salon du chocolat.

Né d'un père algérien et d'une mère grecque, Taïg Khris grandit au sein d'une famille itinérante et suit une instruction en dehors d'un cadre scolaire encadré. Il débute alors la pratique du roller avec le soutien de ses parents.
Taïg a également commencé à faire du tennis durant son adolescence à raison de 7 heures par jour et pendant quatre ans, dans l'espoir de devenir professionnel. Allant jusqu'à être classé 15-5.

## Carrière sportive
Vers cinq ans, il découvre le patin à roulettes sur l'esplanade du Trocadéro et apprend des figures de plus en plus acrobatiques. Il explique avoir ressenti un déclic  à 15 ans, en découvrant les sensations de la rampe. Il commence la compétition en 1991 et adopte le roller en ligne à ses débuts en 1995. Il est repéré par Rollerblade en 1996, lors de la compétition à Paris-Bercy où il finit à la 5e place.
Jusqu'en 2010, il remporte 75 victoires en compétition, ce qui fait de lui l'athlète le plus titré de l'histoire des sports extrêmes.
En 2001, il gagne successivement les X Games, les Gravity Games, le championnat du monde, Bercy, les European X-Games et le World Team Challenge.

### Record du monde de saut dans le vide

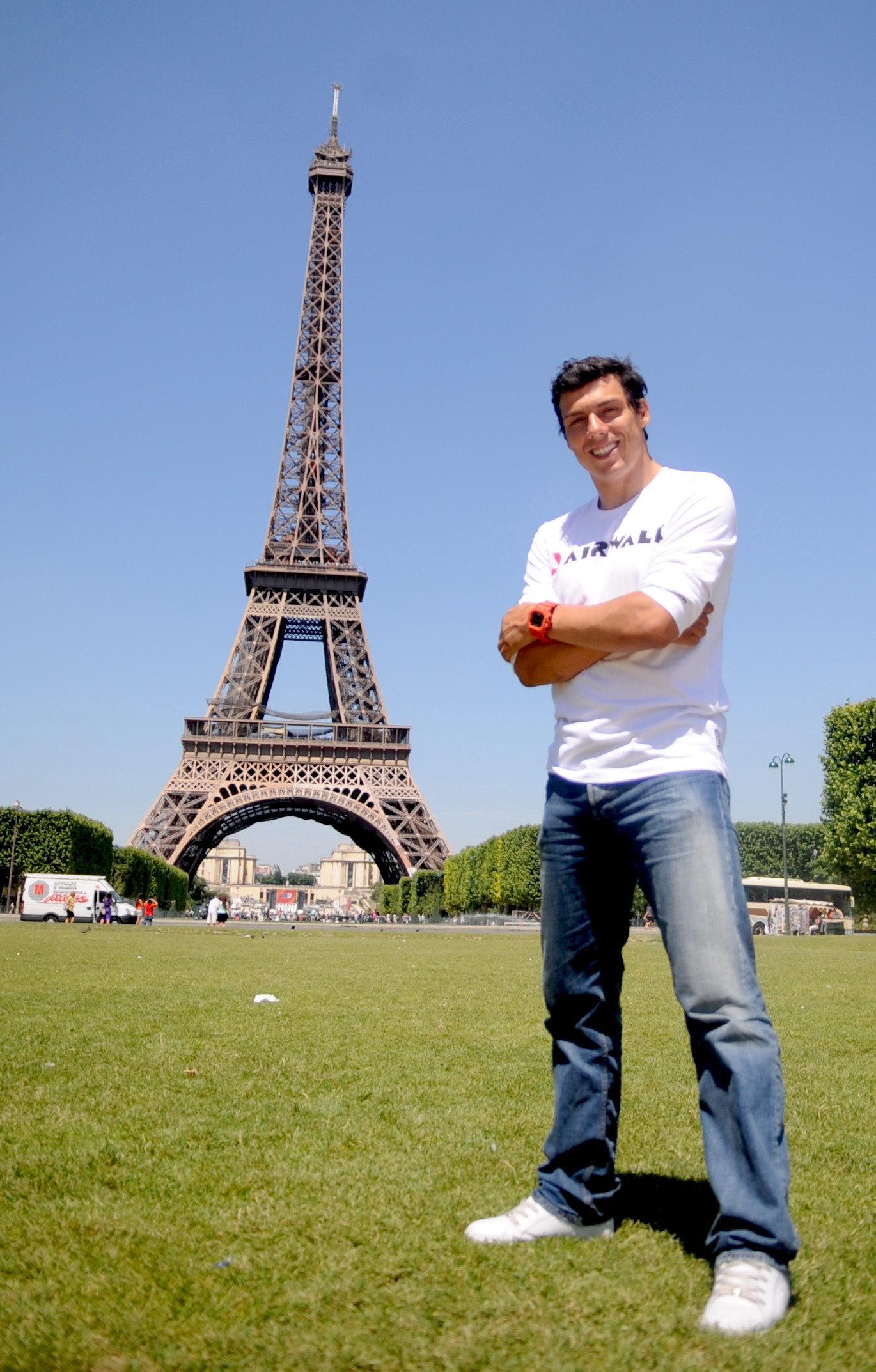
Taïg Khris, le 08 juillet 2010 à Paris.

Le 29 mai 2010, Taïg Khris établit le record du monde de saut dans le vide en roller en s'élançant d'une plate-forme située au niveau du premier étage de la tour Eiffel. Après une chute de 12,5 mètres, la réception s'effectue sur une rampe haute de 30 mètres,.
Retransmise par la chaîne de télévision W9, la tentative de Taïg Khris a été suivie par plus d'un million de téléspectateurs.

### Record du monde de saut en longueur en roller
Le 2 juillet 2011, Taïg Khris a établi un nouveau record du monde consistant à sauter par une prise d'élan depuis la basilique du Sacré-Cœur sur une longueur de 29 mètres et un dénivelé de 16°, le précédent record de 24 mètres étant détenu par le skateboarder Danny Way.
Après avoir effectué un premier saut de 28,32 mètres, battant ainsi le record du monde, Taïg Khris fait un deuxième saut et établit le record du monde de saut en longueur avec 29,42 mètres. Mais ce record sera battu peu de temps après à Marseille par le rider Chris Haffey (en).

Photos relatives aux records de Taïg Khris
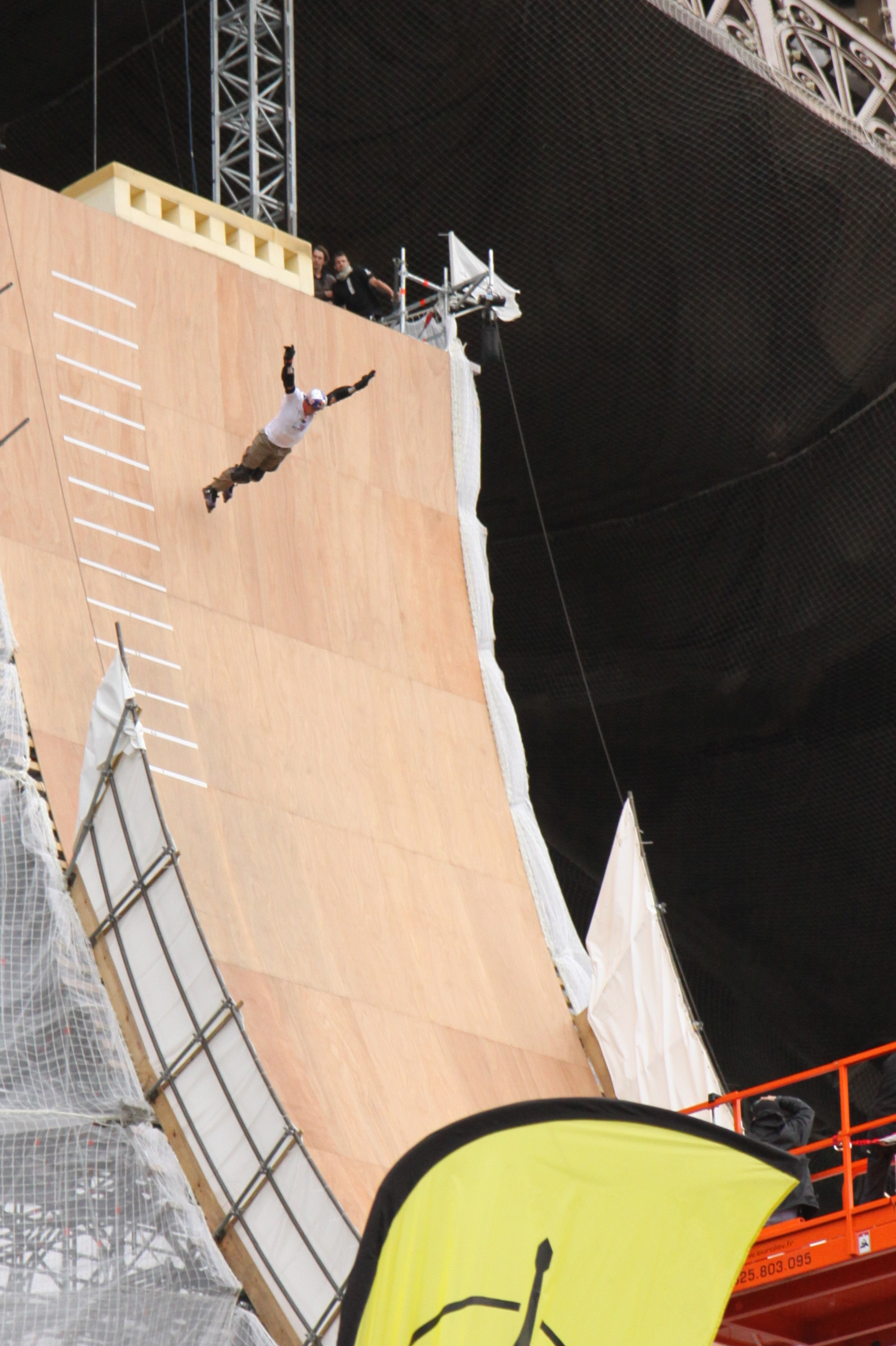
Taïg Khris établissant le record du monde de saut dans le vide en roller le 29 mai 2010 devant la tour Eiffel à Paris.
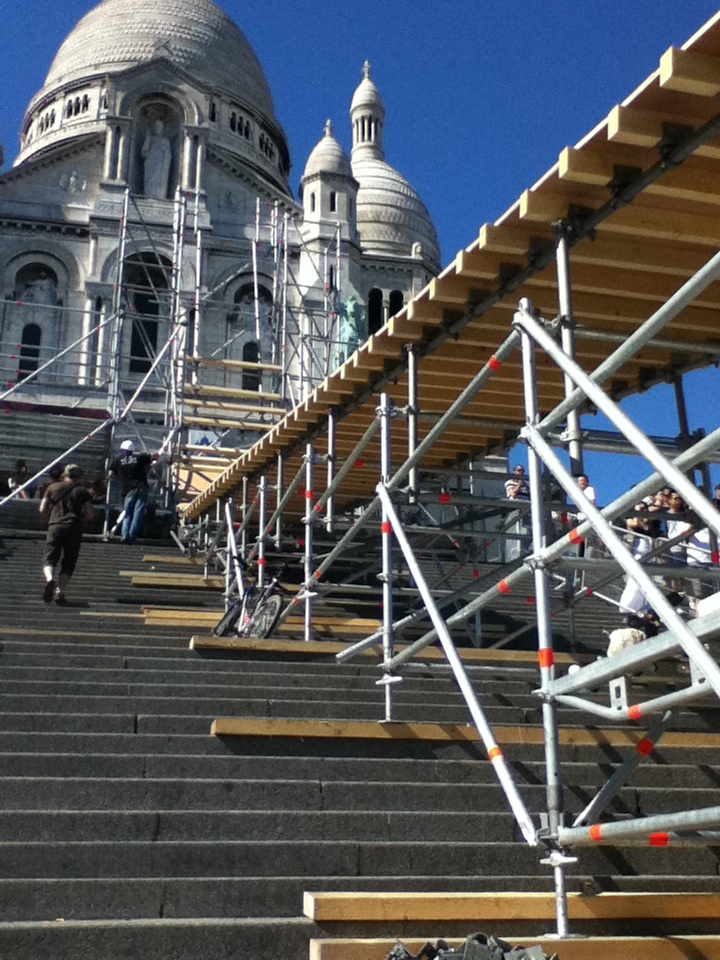
La rampe (en construction) de prise d'élan qui a permis l'accomplissement du record du saut en longueur en roller devant le Sacré-Cœur à Paris.

## Palmarès
- 2007 LG Action Sports World Championships, Dallas, TX - Vert: 5e
- 2007 Nokia Fise, Montpellier, France - Vert: 2e
- 2006 LG Action Sports World Tour, Paris, France - Vert: 3e
- 2005 Asian X Games : Médaille d'argent
- 2004 FISE, Montpellier, France: 1er
- 2002 ESPN X Games : 10e
- 2002 Gravity Games : 4e
- 2002 ASA Pro Tour, San Diego, CA: 3e
- 2001 ASA World Championships : 1er
- 2001 Gravity Games : 1er
- 2001 ESPN X Games : Médaille d'or
- 2001 European X Games : Médaille d'or
- 2001 World Team Challenge : 1er[13]

## Carrière extra-sportive

### Médias
De 2003 à 2005, il est consultant pour l'émission L'Été de tous les records sur France 3.
Il est l'effigie ainsi que personnage jouable du jeu vidéo Aggressive Inline, sur GameCube, Playstation 2, Xbox et Game Boy Advance.
Conseiller technique du manga AirGear.

### Apparitions télévisuelles

#### Animation d'émissions
- 2006 : Genex sur Extreme Sports Channel
- 2007 : Taïg Show sur Extreme Sports Channel
- 2008 : Roller Jam : le catch à roulettes sur W9 avec Thomas Desson.
- 2010 : Starfloor sur W9 avec Virginie de Clausade
- 2011 : Extrême aventure sur MCM
- 2012 : Taïg Khris, extrême aventure sur RMC Découverte
- 2016 : Destination Aventure sur Gulli[17].

#### Participation à des jeux télévisés
- Fort Boyard en 2003 et en 2021
- Koh-Lanta : Le Choc des héros en 2010.
- Pékin Express : Duos de choc en 2010, jeu qu'il remporte en compagnie de Chloé, une participante de la saison précédente. Ils versent son prix à l'association La Voix de l'enfant.
- Danse avec les stars en 2012, aux côtés de la danseuse Denitsa Ikonomova : troisième de la saison 3 et huitième de l'émission spéciale « Danse avec les stars » fête Noël.
- Splash : le grand plongeon en 2013, en tant que juré.
- Qui veut gagner des millions? le 31 août 2013 aux côtés de Denitsa Ikonomova
- Boyard Land en 2020[17].

### Entrepreneuriat
En 2001, Taïg Khris crée une société d'événementiel, Taïg Khris Events, dont l'objectif est d'organiser des spectacles de glisse et des initiations au roller, au skate, et au BMX.
En 2006, Taïg Khris crée une entreprise spécialisée dans la conception de gammes de papeterie pour enfants sous licence. Il achète le droit à l'image de Tony Parker, Matt Pokora, Nintendo ou encore MTV et vend des trousses, agendas, stylos et cartables à leur effigie. L’entreprise ferme en 2009 après avoir perdu l'image de Tony Parker.
Taïg Khris crée la société OnOff Telecom en 2014. Celle-ci développe une application permettant d'utiliser plusieurs numéros de téléphones (numéro virtuel) avec un smartphone. Lors de la pandémie de Covid-19 en 2020, elle offre gratuitement des numéros à des médecins et des associations qui font face à un besoin soudain de numéros de portable professionnels pour réaliser des téléconsultations, notamment via WhatsApp.

## Engagement associatif
Taïg Khris a été ambassadeur de La Voix de l'enfant, ainsi que de l'association François-Aupetit, et a participé à un évènement en faveur du Mécénat Chirurgie Cardiaque.

## Publication
- Courber le destin, Michel Lafon, 2012[1]

## Affaire judiciaire
Exilé fiscal à Monaco, il est redressé par le fisc français en 2010.